# Autoestrada A9
Die Autoestrada A9 oder Auto-Estrada do CREL - Circular Regional Exterior de Lisboa (deutsch Äußerer Autobahnring Lissabon) ist eine Autobahn in Portugal. Die Autobahn beginnt am Estádio Nacional und endet in Alverca do Ribatejo.

## Größere Städte an der Autobahn
- Lissabon
- Alverca do Ribatejo